# Zawada (powiat bocheński)

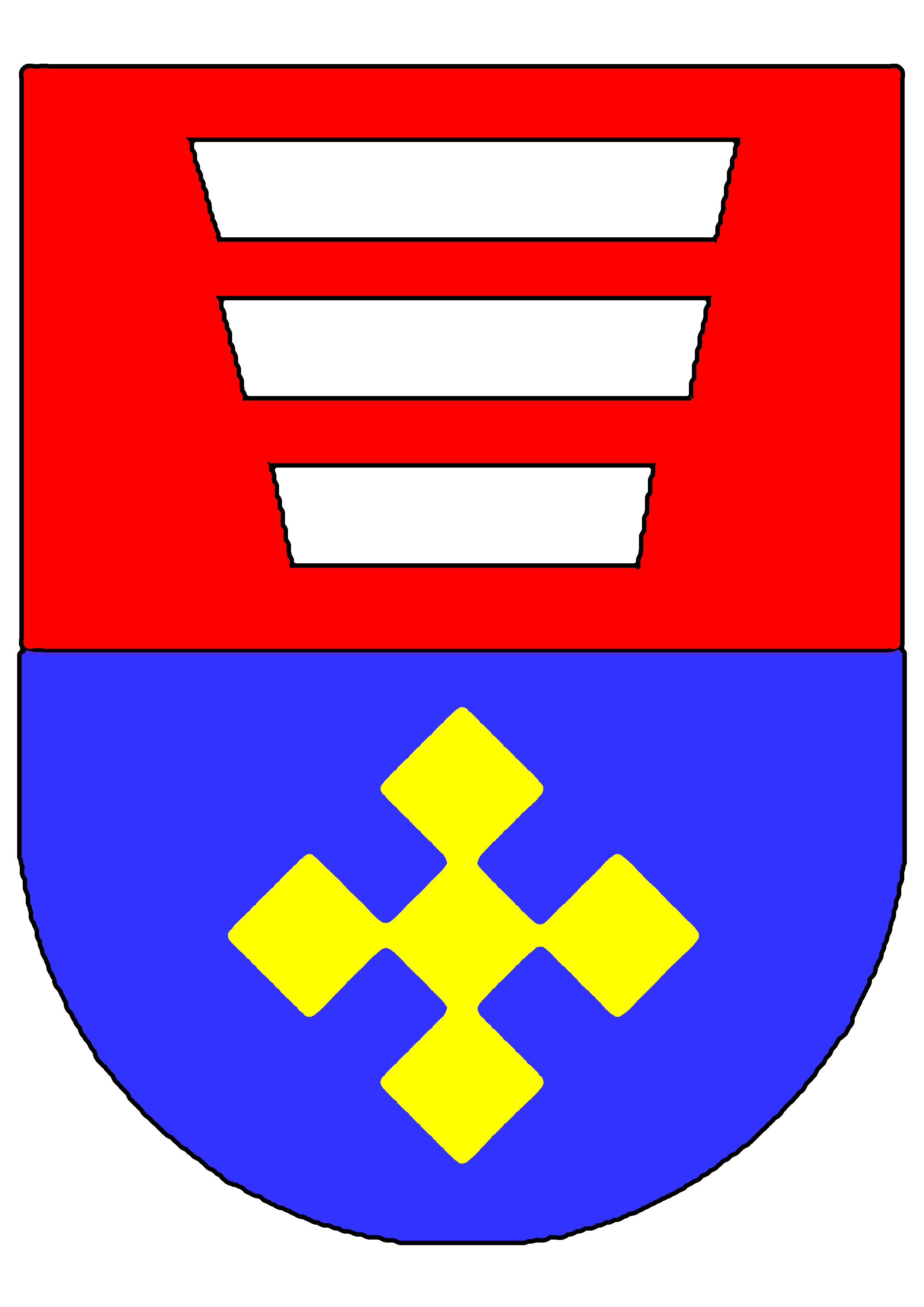
Nieoficjalny herb wsi Zawada

Zawada – wieś w Polsce położona w województwie małopolskim, w powiecie bocheńskim, w gminie Bochnia. W latach 1975–1998 miejscowość należała administracyjnie do województwa tarnowskiego.
Miejscowość znajduje się na należących do Pogórza Wiśnickiego wzgórzach przeciętych doliną potoku Polanka i dolinami jego dopływów.

## Zabytki
Obiekt wpisany do rejestru zabytków nieruchomych województwa małopolskiego.
- Dwór z otoczeniem parkowym z 2 poł. XVIII wieku – dawna siedziba Niwickich, po 1946 biura Gminnej Spółdzielni „Samopomoc Chłopska” i Urzędu Gminy, później szkoła i przedszkole, w 1995 wylicytowany za 39 tys. zł przez krakowskiego biznesmena Bronisława Krawczyka, który w 2000 kupił również park dworski w sąsiedniej Nieprześni[7], w 2024 sprzedany przez Marię Krawczyk[8].

## Rajd rowerowy Tour de Zawada
W 2015 po raz pierwszy został zorganizowany rajd rowerowy „Tour de Zawada”. W odbywającej się 30 sierpnia imprezie wzięło udział 102 uczestników.